# Hubertus von der Goltz

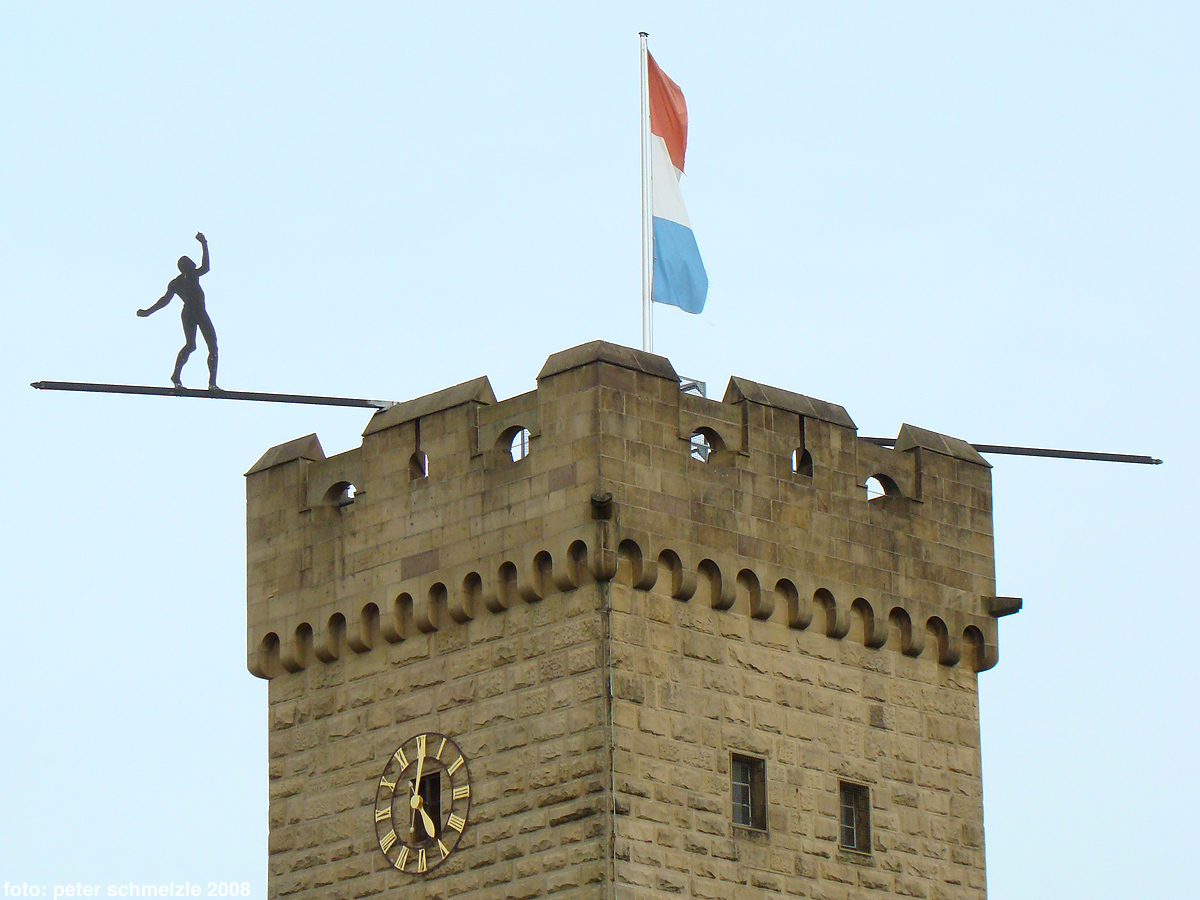
Über dem Abgrund (1985), Götzenturm Heilbronn

Hubertus Freiherr von der Goltz (* 20. Februar 1941 in Groß Bestendorf, Kreis Mohrungen, Ostpreußen) ist ein deutscher Bildhauer und Installationskünstler.

## Leben
Seine Vorfahren waren Offiziere und Grundbesitzer in Ostpreußen, sein Großvater Siegfried Freiherr von der Goltz-Domhardt Gutsherr auf 5700 ha. Seine Mutter war Paula Freiin zu Innhausen und Knyphausen, der Vater Otto Freiherr von der Goltz, die Eltern heirateten 1939 in Berlin. Die Familie, mit der älteren Schwester Elisabeth, wohnte in den 1950er Jahren in Reinbek. Hubertus lebte seit 1964 in Berlin, wo er nach einer Klavierbau- und Kaufmannslehre bei Steinway & Sons in Hamburg von 1968 bis 1977 an der Hochschule für Bildende Künste Berlin studierte. 1976 war er Meisterschüler von Joachim Schmettau. 1978/79 hatte er ein Stipendium des Deutschen Akademischen Austauschdienstes in Florenz. 1980 erhielt er einen Lehrauftrag an der Hochschule für Bildende Künste Berlin. Hubertus von der Goltz ist Mitglied im Deutschen Künstlerbund, er lebt in Potsdam.
Hauptthema der Arbeiten des Künstlers ist das Verhältnis zwischen Mensch und Raum, wobei Übergänge und Brücken dem Künstler als Sinnbild für soziale und psychische Probleme gelten, die der Mensch zu überwinden hat. Goltz’ auf Silhouetten reduzierte Figuren sind daher oft als über einem Abgrund balancierend dargestellt. Mehrere seiner Figuren waren 1984 in der ehemaligen Kampnagelfabrik in Hamburg zu sehen, 1985 wurde seine Installation Über dem Abgrund auf dem Götzenturm in Heilbronn aufgestellt.
Im Jahr 2000 gründete von der Goltz zusammen mit Frank Michael Zeidler das Kunsthaus Potsdam und initiierte 2002 den Kunstverein Kunsthaus Potsdam e. V.

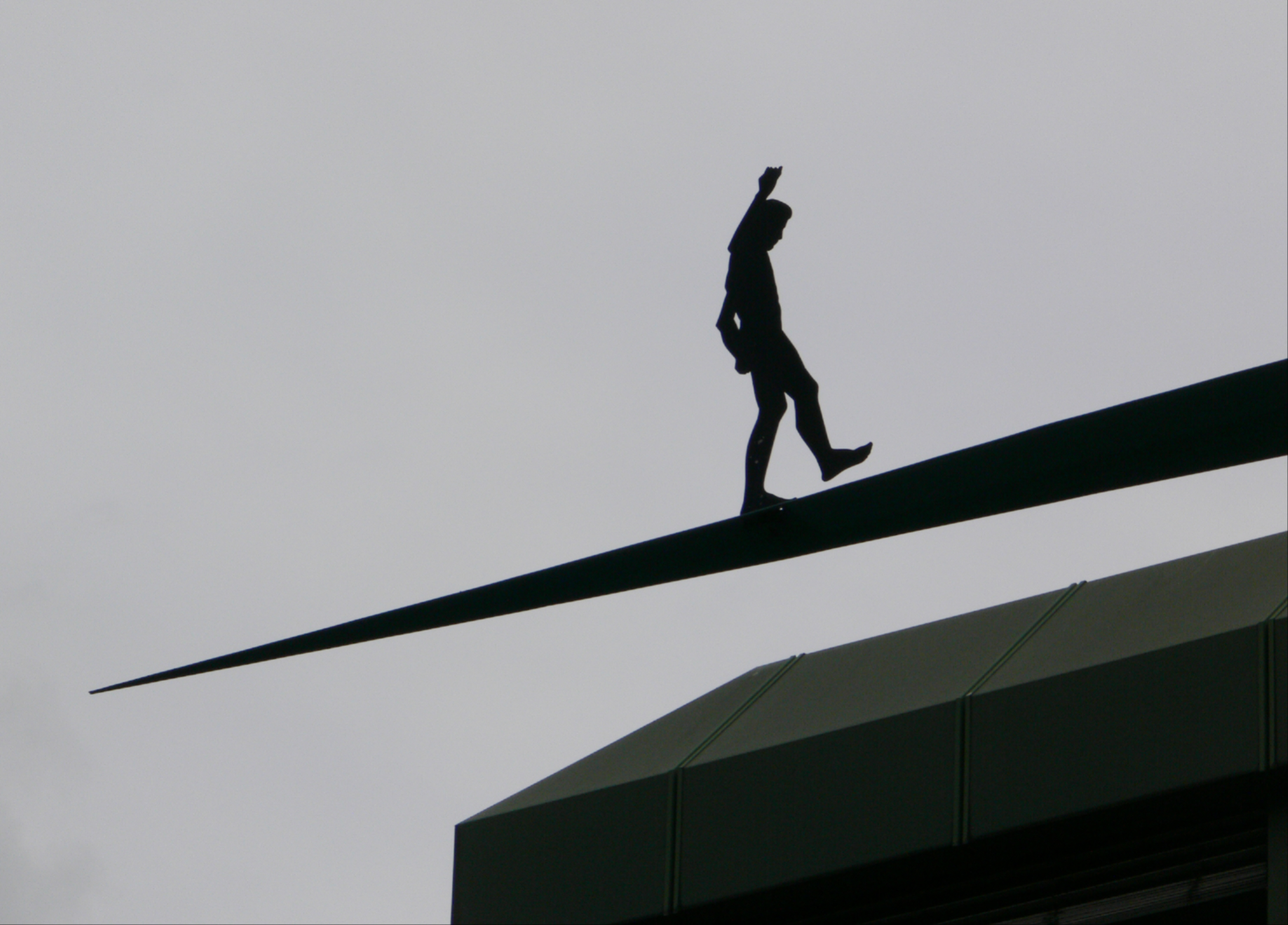
Aus dem Nichts, Kunsthalle Mannheim

## Veröffentlichungen
- Hubertus von der Goltz, Stationen – Way Points 1976 – 2006, Deutsch/Englisch, ISBN 978-3-939458-00-5.
- Hubertus von der Goltz, Kunsthaus Richterswil 1998, 32 Seiten, Deutsch/Englisch
- Hubertus von der Goltz, Skulpturen – Installationen – Projekte – Zeichnungen, Mannheimer Kunstverein und Neville Sargent Gallery, Chicago 1990.

## Ausstellungen
- „Balance und Perspektive – Retroperspektive des Künstlers Hubertus von der Goltz“ (2019); im Ostpreußischen Landesmuseum[5]